# Contea di Sevier (Tennessee)
La contea di Sevier in inglese Sevier County è una contea dello Stato del Tennessee, negli Stati Uniti. La popolazione al censimento del 2000 era di 71 170 abitanti. Il capoluogo di contea è Sevierville.